# بانكيا
بانكيا هي مجموعة مندمجة تظم سبعة مصارف ادخار محلية إسبانية تم إنشاؤها سنة 2010، في وسط الأزمة المالية العالمية، لإنقاذ مصارف المجموعة من الانهيار. باندماج هذه المجموعة تحولت بانكيا إلى ثالث أكبر المصارف الإسبانية من حيث حجم الأصول ورابع أكبر مصرف في إسبانيا من حيث عدد العملاء (12 مليون عميل)، ومن ثم فإنه يشكل مجموعة مالية ضخمة تملك أربعة آلاف فرع ويعمل فيها 25 ألف موظف تقريبا، كما يستحوذ على حصة سوقية تقدر بنحو 10 % من سوق الخدمات المصرفية الإسبانية، بينما بلغت أصوله نحو 340 مليار يورو عند الاندماج.
في 7 مايو 2012 تم ضخ رأس مال جديد من قبل صندوق إعادة هيكلة تنظيم الابناك (الذي انشأ بسبب الأزمة) بمبلغ 10,000 مليون يورو. وبعد ذلك بيومين، أي في 9 مايو، أممت الحكومة الإسبانية البنك وسيطرة عليه.

## الإندماج
تشكلت بانكيا في 3 ديسمبر 2010 نتيجة لاتحاد سبع مؤسسات مالية إسبانية. استغرق اندماج سبع صناديق توفير أربعة أشهر فقط، ووقعوا عقد الاندماج في 30 يوليو 2010. كاخا مدريد، التي تملكها حكومة منطقة مدريد، تسيطر على حصة الأغلبية. تتوزع الأسهم على النحو التالي:
- 52.06% كاخا مدريد
- 37.70% بانكاخا
- 2.45% لا كاخا دي كاناراياس
- 2.33% كاخا دي آفيلا
- 2.11% كايكسا لايتانا
- 2.01% كاخا سيغوفيا
- 1.34% كاجا ريوخا

### الإنقاذ
سنة 2011 تمت محاولة زيادة رأسمال المصرف بطرح أسهمه على المستثمرين في العالم، لكن لم يلقَ الترحيب المناسب، فواجهت عملية تسويق أسهم المصرف في الخارج مقاومة شديدة، ونتيجة لذلك تم طرح زيادة رأس مال بانكيا على الجمهور، وهو ما زاد الأمور تعقيدا، حيث رأى المراقبون أنه ما كان يجب طرح أسهم على الجمهور لمصرف يعاني من مشكلات في هيكله المالي.
في مايو 2012 اتضح أن المصرف في حالة شبه انهيار، تدخلت الحكومة الإسبانية على إثرها لإنقاذه بتأميم المصرف بصورة جزئية من خلال تقديم 4.5 مليار يورو في صورة صندوق للإنقاذ في مقابل أسهم تفضيلية تستحق في 2015.